# Limnophora malaisei
Limnophora malaisei este o specie de muște din genul Limnophora, familia Muscidae, descrisă de Fritz Isidore van Emden în anul 1965.
Este endemică în Myanmar. Conform Catalogue of Life specia Limnophora malaisei nu are subspecii cunoscute.